# Carcheto-Brustico
Carcheto-Brustico est une commune française située dans la circonscription départementale de la Haute-Corse et le territoire de la collectivité de Corse. Le village appartient à la piève d'Orezza, en Castagniccia.

## Géographie
Le village de Carcheto-Brustico se trouve à 630 mètres d'altitude.
La commune se compose de deux petits villages ruraux devenus au fil du temps de simples hameaux, Carcheto (en langue corse Carchetu) et Brustico (en langue corse Brusticu), et un peu à l'écart le hameau de Colle.

## Urbanisme

### Typologie
Au 1er janvier 2024, Carcheto-Brustico est catégorisée commune rurale à habitat très dispersé, selon la nouvelle grille communale de densité à sept niveaux définie par l'Insee en 2022.
Elle est située hors unité urbaine. Par ailleurs la commune fait partie de l'aire d'attraction de Bastia, dont elle est une commune de la couronne,. Cette aire, qui regroupe 93 communes, est catégorisée dans les aires de 50 000 à moins de 200 000 habitants,.

### Occupation des sols
L'occupation des sols de la commune, telle qu'elle ressort de la base de données européenne d’occupation biophysique des sols Corine Land Cover (CLC), est marquée par l'importance des forêts et milieux semi-naturels (100 % en 2018), une proportion identique à celle de 1990 (100 %). La répartition détaillée en 2018 est la suivante : 
forêts (96 %), milieux à végétation arbustive et/ou herbacée (3,9 %), espaces ouverts, sans ou avec peu de végétation (0,1 %). L'évolution de l’occupation des sols de la commune et de ses infrastructures peut être observée sur les différentes représentations cartographiques du territoire : la carte de Cassini (XVIIIe siècle), la carte d'état-major (1820-1866) et les cartes ou photos aériennes de l'IGN pour la période actuelle (1950 à aujourd'hui).

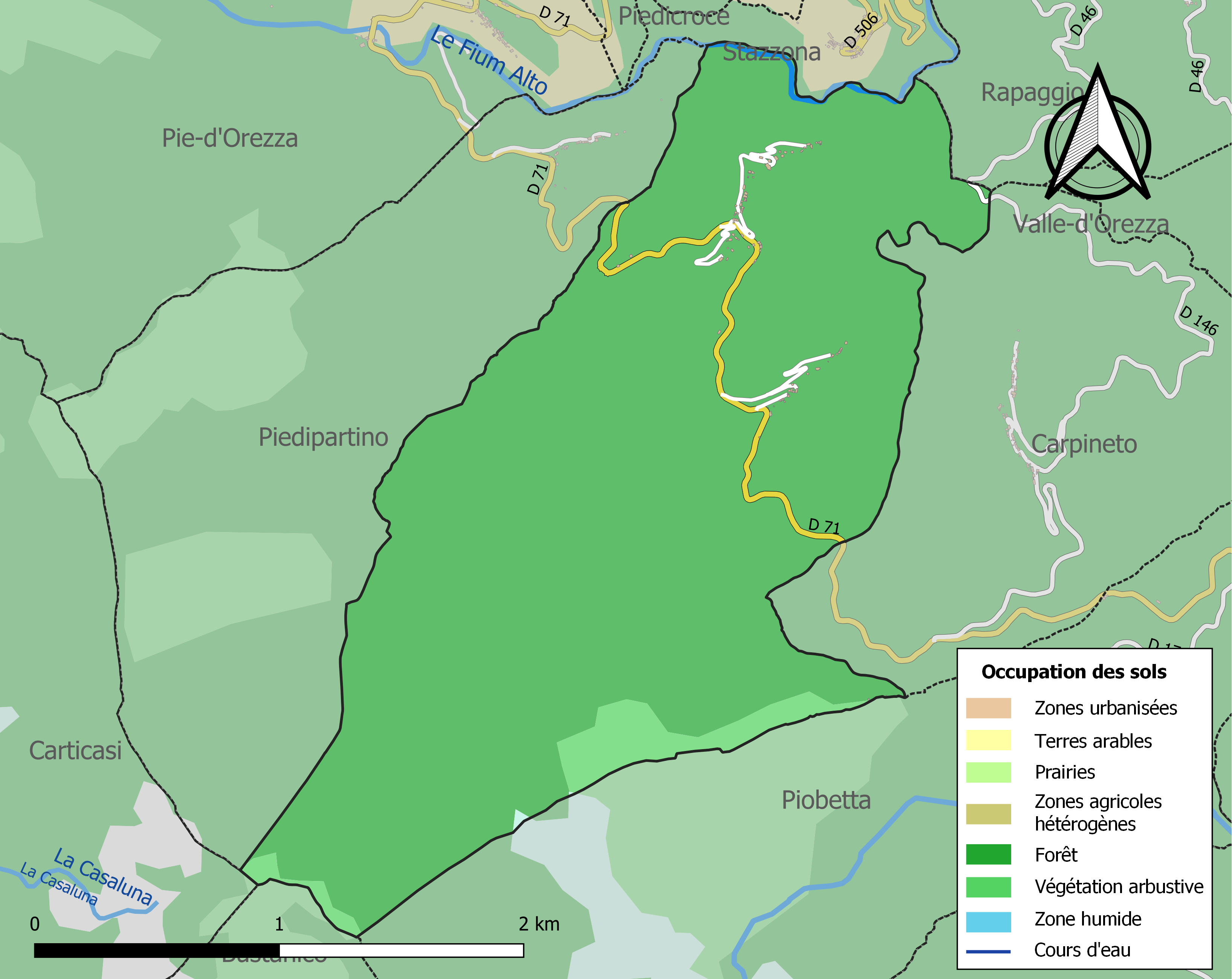
Carte des infrastructures et de l'occupation des sols de la commune en 2018 (CLC).

## Histoire
La commune est issue de la fusion de deux anciennes communes, Carcheto et Brustico (rattaché le 1er janvier 1972 par fusion simple à Carcheto qui alors est devenu Carcheto-Brustico).

## Politique et administration
| Période                                  | Période  | Identité             | Étiquette | Qualité                              |
| ---------------------------------------- | -------- | -------------------- | --------- | ------------------------------------ |
| 1926                                     |          | Ventura              |           |                                      |
| 1931                                     |          | Alfonsi              |           |                                      |
| avant 1988                               | 2008     | Charles Jean Stefani | DVD       |                                      |
| 2008                                     | 2014     | Napoléon Castelli    | .         |                                      |
| 2014                                     | En cours | Emilie Albertini     | PRG       | Employée, conseillère départementale |
| Les données manquantes sont à compléter. |          |                      |           |                                      |

## Démographie
L'évolution du nombre d'habitants est connue à travers les recensements de la population effectués dans la commune depuis 1800. Pour les communes de moins de 10 000 habitants, une enquête de recensement portant sur toute la population est réalisée tous les cinq ans, les populations de référence des années intermédiaires étant quant à elles estimées par interpolation ou extrapolation. Pour la commune, le premier recensement exhaustif entrant dans le cadre du nouveau dispositif a été réalisé en 2006.

En 2022, la commune comptait 57 habitants, en évolution de +78,13 % par rapport à 2016 (Haute-Corse : +5,15 %, France hors Mayotte : +2,11 %).
| 1800 | 1806 | 1821 | 1831 | 1836 | 1841 | 1846 | 1851 | 1856 |
| ---- | ---- | ---- | ---- | ---- | ---- | ---- | ---- | ---- |
| 388  | 366  | 309  | 317  | 357  | 362  | 403  | 375  | 366  |

| 1861 | 1866 | 1872 | 1876 | 1881 | 1886 | 1891 | 1896 | 1901 |
| ---- | ---- | ---- | ---- | ---- | ---- | ---- | ---- | ---- |
| 337  | 350  | 372  | 336  | 316  | 294  | 292  | 283  | 260  |

| 1906 | 1911 | 1921 | 1926 | 1931 | 1936 | 1946 | 1954 | 1962 |
| ---- | ---- | ---- | ---- | ---- | ---- | ---- | ---- | ---- |
| 258  | 240  | 104  | 108  | 130  | 175  | 129  | 89   | 62   |

| 1968 | 1975 | 1982 | 1990 | 1999 | 2006 | 2011 | 2016 | 2021 |
| ---- | ---- | ---- | ---- | ---- | ---- | ---- | ---- | ---- |
| 47   | 44   | 39   | 19   | 18   | 23   | 29   | 32   | 48   |

| 2022 | - | - | - | - | - | - | - | - |
| ---- | - | - | - | - | - | - | - | - |
| 57   | - | - | - | - | - | - | - | - |

## Lieux et monuments

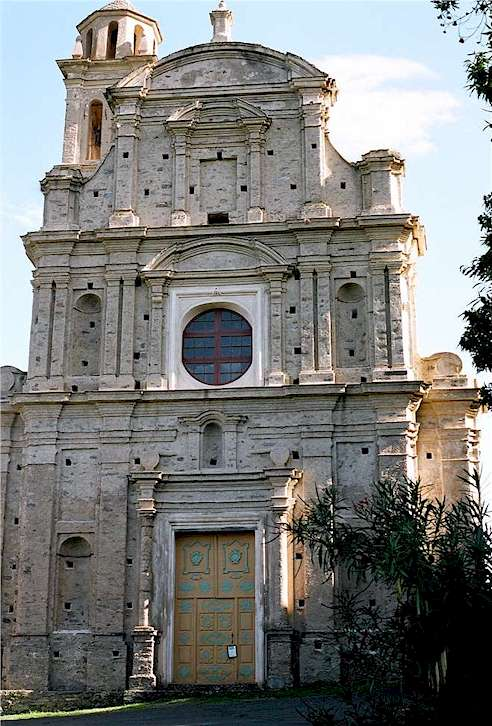
Vue de l'église de Sainte-Marguerite de Carcheto.

- L'église Sainte-Marguerite, classée monument historique depuis 1976, se situe dans la hameau de Carchetu.
- L'église Saint-Joseph, se situe dans le hameau de Brusticu, de style baroque et restaurée en l'an 2000, contient de magnifiques fresques. Elle est inscrite à l'Inventaire général du patrimoine culturel[11].
- Chapelle San Martinu, actuellement en ruine, se situe sur le chemin de l'ancienne mine de vert d'Orezza
- Chapelle San Marcellu ; en ruine depuis longtemps, a servi de cimetière au XIXe siècle
- Chapelle San Bastianu ; tout en bas du village, vers le chemin qui mène à la cascade de la Struccia (en cours de restauration)

## Personnalités liées à la commune
- Bruschino d'Orezza, le plus fidèle des lieutenants de Sampiero Corso.
- Giovan Paolo Limperani di Orezza, professeur de médecine à Rome au XVIIIe siècle, auteur d'une Histoire de la Corse en deux volumes.
- Jean-Claude Rogliano, écrivain et réalisateur de documentaires